# 21523 GONG
21523 GONG — астероїд головного поясу, відкритий 26 червня 1998 року.
Тіссеранів параметр щодо Юпітера — 3,043.